# Wyspa doktora Moreau (film 1996)
Wyspa doktora Moreau – amerykański film fabularny z roku 1996 w reżyserii Johna Frankenheimera oparty na motywach powieści pt. Wyspa doktora Moreau, której autorem jest Herbert George Wells. W głównych rolach występują Marlon Brando, Val Kilmer i David Thewlis.

## Obsada
- Marlon Brando - dr Moreau
- Val Kilmer - Montgomery
- David Thewlis - Edward Douglas
- Fairuza Balk - Aissa
- Daniel Rigney - Hyena-Swine
- Temuera Morrison - Azazello
- Mark Dacascos - Lo-Mai

## Opis fabuły
Akcja filmu toczy się na tropikalnej wyspie, na której doktor Moreau (Marlon Brando)
dokonuje eksperymentów genetycznych, tworząc zdeformowane małpokształtne istoty. Sam każe nazywać siebie ojcem i staje się przywódcą wszystkich stworów zamieszkujących wyspę. Są mu one bezwzględnie posłuszne, gdyż w ich ciałach znajdują się urządzenia sterowane przez doktora, mogące zadawać ból. W opiece nad stworzeniami doktorowi pomaga Montgomery (Val Kilmer).
Pewnego razu na wyspę trafia rozbitek Douglas, którego uratował Montgomery. Douglas odkrywa zwierzęta i córkę doktora – piękną kobietę zmieniającą się w kota.
Pewnego dnia zwierzęta zaczęły się buntować.

## Krytyka
Film otrzymał głównie negatywne recenzje. Serwis RottenTomatoes wystawił ocenę 23% w oparciu o 35 recenzji.